# 플로시 웡스탈
플로시 웡스탈(영어: Flossie Wong-Staal, 중국어 정체자: 黄以静, 병음: Huáng Yǐjìng 황이징[*]; 1946년 8월 27일 ~ 2020년 7월 8일)은 미국의 바이러스학자이자 분자생물학자였다. 그는 HIV의 게놈을 복제하고 해독함으로써, 바이러스가 사람의 면역체계를 회피하는 방식을 밝혀낸 최초의 과학자였으며, 이로써 HIV가 AIDS의 원인임을 증명하는 데에 주요하게 기여하였다. 1990년부터 2002년까지 캘리포니아 대학교 샌디에고 (UCSD)의 AIDS 연구 Florence Riford 의장을 역임했다. UCSD에서 은퇴한 후 Immusol의 최고 과학 책임자 (Chief Scientific Officer)가 되었다. 해당 회사는 2007년에 C형 간염에 초점을 맞춘 약물 개발 회사로 전환하면서 iTherX Pharmaceuticals로 이름이 변경되었고, 그는 최고 과학 책임자로 계속 재직하였다.

## 교육
1946년 중화민국의 광저우에서 태어났다. 그녀는 18 세에 홍콩을 떠나 캘리포니아 대학교 로스 앤젤레스에 입학했다. 그곳에서 세균학 학사 학위를 취득했다. 그는 단 3년 만에 졸업하였으며 우등졸업을 하였다. 학사 학위 취득 후, 1972년 UCLA에서 분자 생물학 박사 학위를 취득했다. 그녀는 캘리포니아 대학교 샌디에고에서 박사후연구원을 했으며 계속 연구를 진행했다.

## 기념
2019년 전미여성 명예의 전당에 헌액되었다.